# Ivo Ron
Ivo Ron (Guayaquil, 16 gennaio 1967) è un ex calciatore ecuadoriano, di ruolo centrocampista.